# Maudil
Maudil is een bestuurslaag in het regentschap Simeulue van de provincie Atjeh, Indonesië. Maudil telt 526 inwoners (volkstelling 2010).